# Ромео Кастелен
Ромео Кастелен (на нидерландски: Romeo Castelen) е холандски футболист от суринамски произход. Роден е на 3 май 1983 в столицата на Суринам Парамарибо.
В кариерата си като професионалист Кастелен играе за АДО Ден Хааг и Фейенорд. По време на подготовката за сезон 2006/2007 той се контузва тежко и пропуска голяма част от мачвете, с което губи и титулярното си място. Година по-късно преминава в състава на Хамбургер.
За националния отбор на Холандия има изиграни 10 мача с един отбелязан гол. През 2006 г. става европейски шампион за младежи.